# Shanice Craft
Shanice Craft (Mannheim, 15 de mayo de 1993) es una deportista alemana que compite en atletismo, especialista en la prueba de lanzamiento de disco.
Ganó tres medallas de bronce en el Campeonato Europeo de Atletismo entre los años 2014 y 2018.

## Palmarés internacional
| Campeonato Europeo | Campeonato Europeo       | Campeonato Europeo | Campeonato Europeo |
| Año                | Lugar                    | Medalla            | Prueba             |
| ------------------ | ------------------------ | ------------------ | ------------------ |
| 2014               | Zúrich (Suiza)           | Medalla de bronce  | Disco              |
| 2016               | Ámsterdam (Países Bajos) | Medalla de bronce  | Disco              |
| 2018               | Berlín (Alemania)        | Medalla de bronce  | Disco              |